# Heliothea iliensis
Heliothea iliensis är en fjärilsart som beskrevs av Alphéraky 1883. Heliothea iliensis ingår i släktet Heliothea och familjen mätare. Inga underarter finns listade i Catalogue of Life.